# Расгула
Расгула или росогола (буквално „пълна със сироп топка“) е сиропиран десерт, популярен в източната част на Южна Азия. Приготвя се от топчести кнедли, сварени в лек захарен сироп. Кнедлите се варят, докато сиропът попие добре.
Най-ранното доказателство за расгула може да се намери в епичната поема „Данди Рамаяна“ на известния поет от Одиша Баларама Даса, в която той споменава, че бог Джаганатх предлага на Маа Лакшми росогола в ритуал, наречен Ниладри Бидже.
Въпреки че е почти общоприето, че десертът произхожда от източната част на Индийския субконтинент, за точното място на произход спорят Западна Бенгалия, Бангладеш и Одиша, където расгула се предлага в храма Пури Джаганатх.
През 2016 г. правителството на Западна Бенгалия подава заявление за запазване на географското означение за разновидността на расгула, известна като „Бенгалска расгула“, като твърди, че бенгалската и одишската версия са различни „по цвят, текстура, вкус, съдържание на сок и метод на производство“.
През 2017 г., когато Западна Бенгалия получава заявеното географско означение за бенгалската расгула, службата по вписванията на Индия пояснява, че Одиша също може да заяви запазване на географското означение за своя вариант на расгула, цитирайки разликите в цвят, текстура, вкус, съдържание на сок и метод на производство. Така през 2018 г. правителството на Одиша кандидатства за статут на географско означение, за „Одишска расгула“, което е одобрено от службата по вписванията на Индия на 29 юли 2019 г.

## Имена
Десертът се произнася „росогола“ на бенгалски, „росогола“ в Одия и „расаголакам“ на санскрит. Расгула произлиза от думите ras („сок“) и gulla („топка“).